# أوشيكلار (قرية)
أوشيكلار هي قرية في مقاطعة بولو، محافظة بولو، تركيا. في التعداد السكاني لعام 2010 كان عدد سكانها 194 نسمة.